# Ketamin
A ketamin jelentős fájdalomcsillapító hatású általános érzéstelenítőszer. Egyéb felhasználásai közé tartozik a szedáció elérése, illetve a fájdalomcsillapítás intenzív ellátás során abban az esetben, ha a beteg barbiturát- vagy opioidérzékeny. A légzésfunkció nem változik a ketamin alkalmazása során, ami értékes érzéstelenítőszerré teszi, viszont dózisfüggően nyugtalanságot és hallucinációkat okozhat.
Hatásmechanizmusát tekintve a ketamin egy NMDA receptor antagonista, de kisebb affinitással számos más célponton is hat, például az opioid receptorokon, illetve a monoamin transzportereken.
Más, ebbe a kategóriába sorolható szerekhez hasonlóan (mint például a tiletamin vagy a fenciklidin) a ketamin is disszociatív anesztéziát hoz létre. Ez egy transzszerű állapot, ahol az alany érzékelése dózisfüggően eltávolodik, esetleg teljesen szétkapcsolódik a tudatától. A jelenséget a talamo-neokortikális és a limbikus rendszer közötti neurotranszmisszió csökkenésével magyarázzák.

## Használat

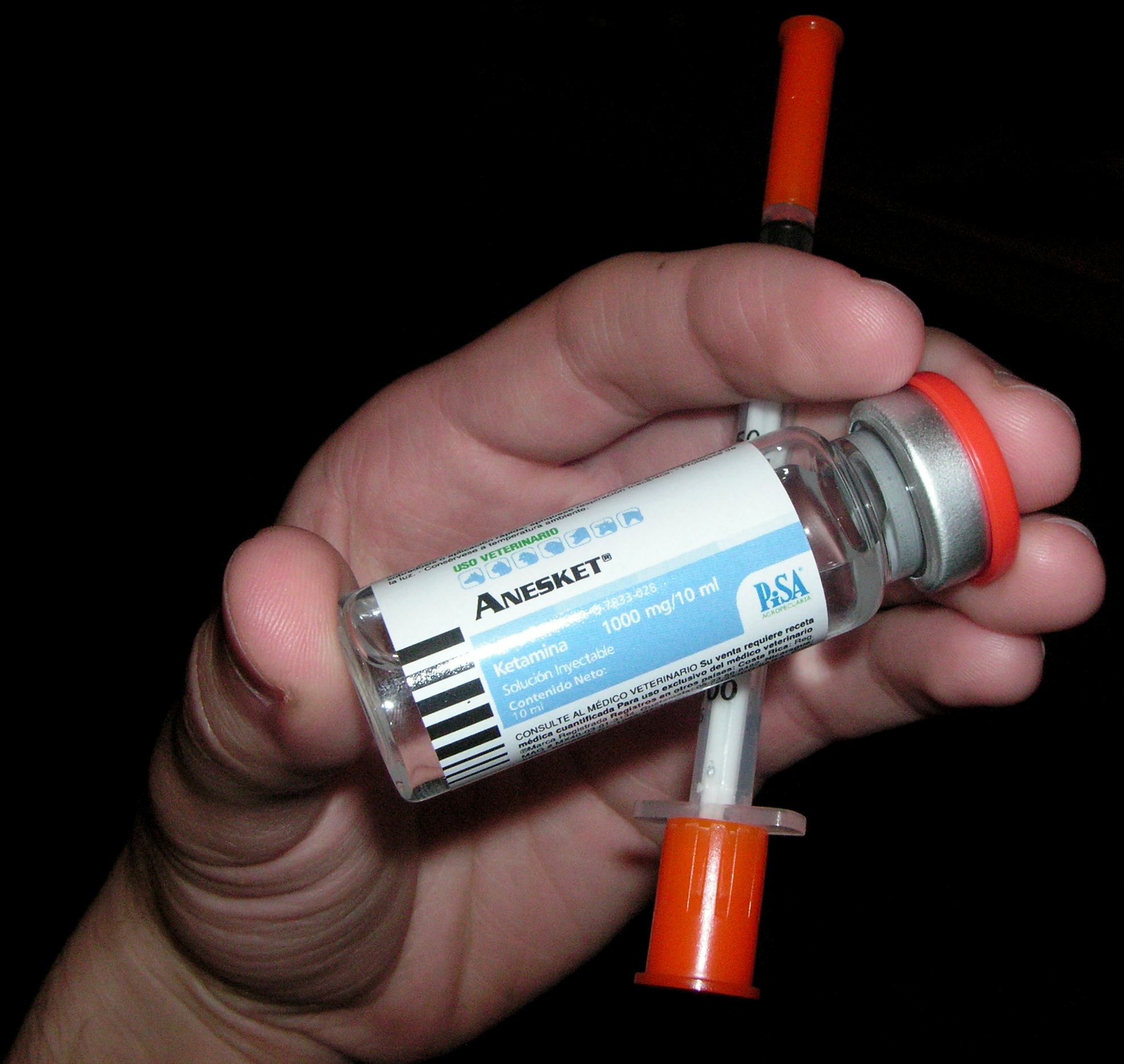
Egy 10 ml-es, 1000 mg ketamint tartalmazó üveg

### Érzéstelenítés
Érzéstelenítő hatását több különböző esetben is hasznosítják:
- Érzéstelenítés gyerekeknél: egyedüli szerként, vagy az általános anesztézia bevezetésére használják izomrelaxánsokkal és endotracheális intubálással követve
- Asztmásoknál és krónikus obstruktív légúti betegségben szenvedőknél
- Nyugtatóként testileg vagy lelkileg fájdalmas procedúráknál, vészellátás esetén[4]
- Gerincközeli vagy epidurális érzéstelenítés / fájdalomcsillapítás kiegészítésére alacsony dózisban
- Harctéri vészellátás során

A ketamin sokkal kevésbé csökkenti a légzésfunkciót, mint a legtöbb általános érzéstelenítőszer, viszont a hallucinációk fellépésének esélye miatt ritkán használják elsődleges anesztetikumként, bár megfelelő lélegeztetőberendezés hiánya esetén a legjobb választás lehet.
A ketamint gyakran használják súlyosan sérült betegeknél. A 2011-es klinikai gyakorlati útmutató támogatja a ketamin használatát disszociatív érzéstelenítőszerként vészhelyzet esetén. Használata ajánlott sokkos állapotban lévő betegeknél, akiknél fennáll a hipotenzió (veszélyesen alacsony vérnyomás) kialakulásának kockázata. Az alacsony vérnyomás káros a súlyos fejsérülést szenvedett betegeknél és az összes érzéstelenítő közül a ketaminnál a legkevésbé valószínű, hogy csökkenti a vérnyomást, sőt gyakran vérnyomás-emelkedést is vált ki.
Az elérhető általános érzéstelenítőszerekhez viszonyítva eltérő a ketamin keringési és légzőszervi hatása. Érzéstelenítésre alkalmas dózisban fokozza, nem pedig lassítja a keringést. A ketamin viszonylagosan biztonságosnak mondható, mivel a védekező légúti reflexek megmaradnak a hatása alatt.
A ketamint hörgőtágítóként is használják súlyos asztma esetén. Mindenesetre a bizonyítékok ennek hatékonyságára nem elégségesek.

### Fájdalomcsillapítás
A ketamin fájdalomcsillapító hatása már alacsony dózisnál is jelentkezik és az érzéstelenítésnél tovább tart. Nyugtató és altató hatása kevésbé kifejezett. A gerincvelőben és a perifériás idegekben helyi érzéstelenítő hatású.
A ketamin alkalmas az operációt követő fájdalmak csökkentésére. Az alacsony dózisú ketamin előkezelés csökkenti a beteg morfin igényét, továbbá az operáció utáni émelygés és hányás valószínűségét.
Használják intravénásan opioid fájdalomcsillapítókkal kombinálva, amikor a fájdalmat nehéz lokalizálni, vagy ha a fájdalom neuropátiás (jó példa erre a vaszkuláris eredetű fájdalom, vagy az övsömör). Segít csökkenteni a gerincvelői szenzitizációt, avagy a wind-up jelenséget krónikus fájdalom esetén (amikor az ismételt fájdalmakat a beteg egyre erősebben éli meg). Az ilyen alacsony dózisoknál a pszichotróp / hallucinogén mellékhatások kevésbé gyakoriak és benzodiazepinekkel jól kezelhetők. A ketamin fájdalomcsillapítást elősegítő hatása legjobban a kombinációk esetében érvényesül: például alacsony dózisú opioidokkal együtt adva. Mindenesetre önmagában is rendelkezik fájdalomcsillapító hatással, de ehhez magasabb dózis szükséges, ami megnöveli a mellékhatások kialakulásának kockázatát. Állatkísérletek alapján a ketamin hatásos lehet opioidokkal kombinálva a rák okozta fájdalom kezelésében.
Esetenként használnak alacsony dózisú ketamint a komplex regionális fájdalom szindróma (CRPS) kezelésére. Bár egy 2013-as szisztematikus irodalom-elemzés csak alacsony minőségű támogató kutatásokat talált a CRPS ketaminnal való kezelésére. Mindenesetre az alacsony dózisú ketaminterápia kidolgozott és viszonylagosan biztonságos procedúra. Néhány esetben hallucinációkról, szédülésről, szórakozottságról és émelygésről számoltak be a betegek. A ketamin alkalmazása CRPS kezelésére csak az erre kiképzett orvos felügyelete alatt történhet.

### Depresszió
A ketamint klinikai vizsgálatoknak vetették alá a kezelésre nem reagáló bipoláris zavar (mániás-depresszió), a súlyos depresszív zavar, illetve az öngyilkossági krízisek kezelésére. A ketamint hatásosnak találták és off-label használható. A ketamint egyszeri intravénás infúzióként adják alacsonyabb dózisban, mint ami a teljes disszociatív érzéstelenítéshez szükséges (a beteg nem szakad el teljesen az érzékelésétől). Az előzetes adatok alapján gyors antidepresszáns hatással rendelkezik (két órán belül) és viszonylag hosszú időre lényegesen csökkenti a depresszív tüneteket (több hétig). Az első klinikai vizsgálatok felkeltették a tudományos közösség érdeklődését egyrészt a gyorsan kialakuló antidepresszáns hatása miatt (a legtöbb antidepresszáns jótékony hatásának kialakulása előtt heteket kell várni), másrészt mivel a ketamin az NMDA receptorok gátlása révén hat, ami eltérő a jelenleg elterjedt modern antidepresszánsok hatásmechanizmusától, például a szelektív szerotonin visszavétel gátlástól, vagy a szerotonin rendszer másféle befolyásolásától.

### Élvezeti szer

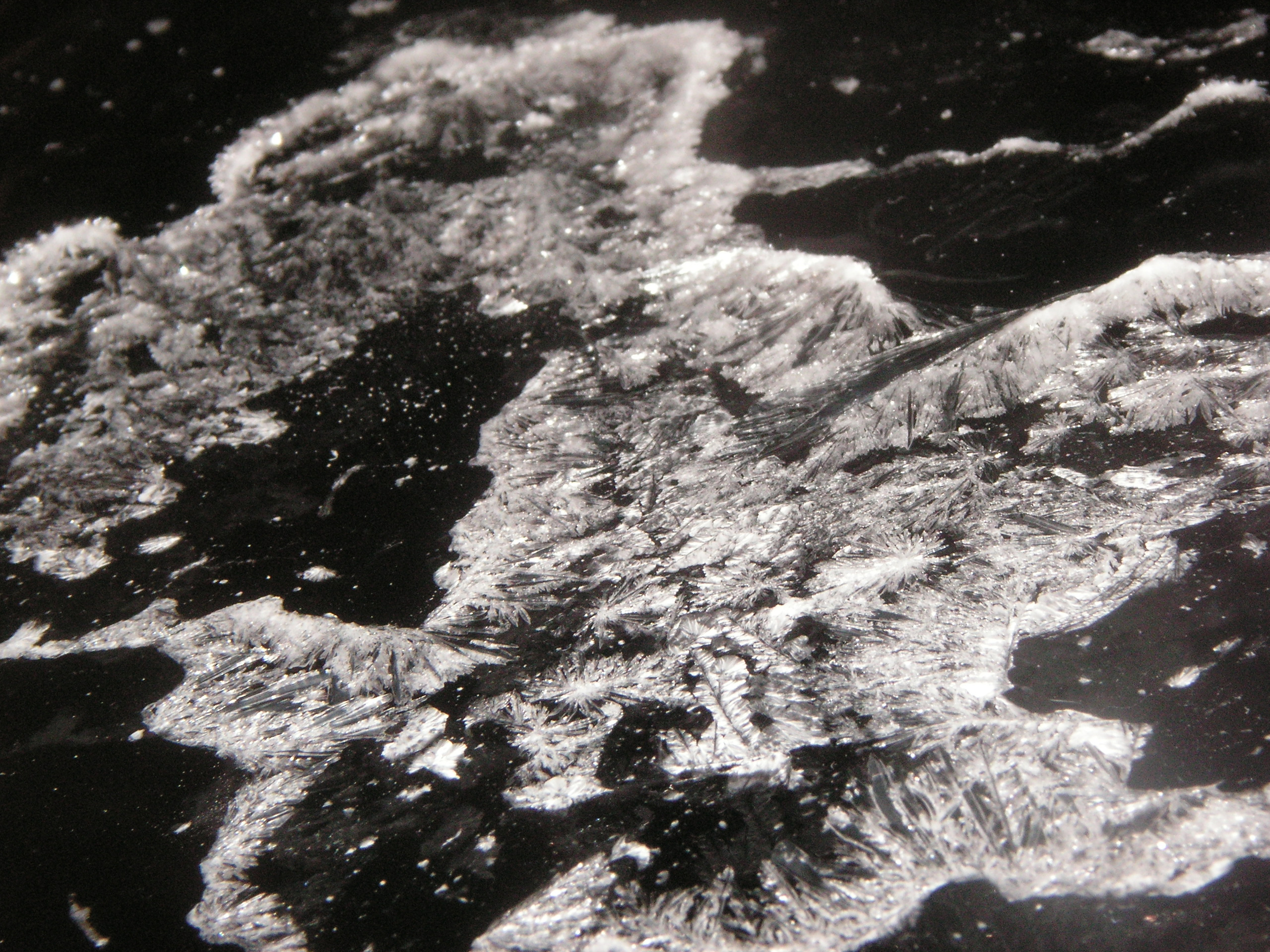
Az oldószer elpárologtatásával nyert ketaminkristályok

Az ismert disszociatív kábítószerektől (PCP és DXM) eltérően a ketamin viszonylag rövid ideig hat. Tíz percen belül kialakul és körülbelül egy órán keresztül tart a disszociatív hallucinogén hatása szippantás vagy injekció után. Két órán át hat szájon át fogyasztva. A teljes élmény nem tart tovább néhány óránál.
Szubanasztetikus dózisokban a ketamin egy disszociatív állapotot idéz elő, amit a testtől és a környező világtól való eltávolodás jellemez a tudatműködés fennmaradása mellett. Ezt az állapotot deperszonalizációnak és derealizációnak is hívják. Elegendően magas dózisnál a használók úgynevezett „K-hole”-t élhetnek át, ami egy extrém disszociatív állapot, amit vizuális és hallási hallucinációk kísérnek. John C. Lilly, Marcia Moore és D. M. Turner (többek között) részletesen írt saját enteogén és pszichonautikus ketaminélményeiről. Moore és Turner fiatalon hunytak el, valószínűsíthetően a felügyelet nélkül történő ketaminhasználatuk következtében.

### Adagolás
Orvosi használatnál a ketamint intravénásan vagy intramuszkulárisan alkalmazzák.
A ketamint szájon át is lehet adni, vagy a bőralatti infúziót követően átváltani erre a beviteli módra, ha a fájdalmat már kezelni tudták. A szájon át adott ketamin-hidroklorid biohasznosulása 17-20%.

## Mellékhatások
Kontraindikált a ketaminhasználat minden olyan esetben, amikor a szimpatikus tónus további fokozása kárt okozhat a betegnek (kezeletlen hypertensio, pheochromocytoma, hipertireózis, eclampsia, apoplexia, pszichózisok).
A lehetséges mellékhatások listája:
- Szív- és érrendszeri: aritmia (szívritmuszavar), bradycardia vagy tachycardia (csökkent vagy emelkedett pulzus), hipo- vagy hypertensio (csökkent vagy emelkedett vérnyomás)

[Az anaesthesia területén, a Ketamine(Magyarországon: Calypsol) a legkisebb hypotensionáló(pulzuscsökkentő) hatással rendelkező analgosedatios(fájdalomcsillapító) szer, amit IV(intravénásan) alkalmazhatunk, mikor a per os(szájon keresztüli) fájdalomcsillapítás nem lehetséges.]
- Központi idegrendszeri: a ketamint – egy nagyon kis esetszámú, de annál nagyobb sajtó-visszhangot keltő kutatás alapján – nem adták koponyaűri nyomásfokozódás esetén, félve a további nyomásemelkedéstől. Számos vizsgálat bizonyította azonban, hogy nem emeli, hanem sok esetben csökkenti azt. A megújított ajánlások szerint mind a helyszíni, mind a kórházi sürgősségi intubációk során elsőként választandó szer koponyasérültek esetén. Egyes tanulmányok a korábban vélt görcshajlam-fokozó hatását is megcáfolták.[34]
- Bőrgyógyászati: átmeneti eritéma, átmeneti kanyarószerű bőrkiütés
- Emésztőrendszeri: étvágycsökkenés, nyáltermelés enyhe növekedése, hányinger, hányás
- Ideg- és izomrendszeri: emelkedett csontvázi izomtónus
- Okuláris: Diplopia (kettős látás), emelkedett intraokuláris nyomás
- Légzőszervi: Apnea (légúti elzáródás), emelkedett hörgői kiválasztás, gége- és garatreflexek fokozódása
- Injekció helyén: fájdalom, vagy vörös kiütések megjelenése (exantéma)
- Egyéb: anafilaxia, függőség

Az összes anesztetikum között a ketaminnak tulajdonítható a legkifejezettebb hallucinogén hatás és az ébredés közben nyugtalanság léphet fel. A teljes érzéstelenítő dózist kapó betegek 10-20%-a „élénk álmokat”, hallucinációkat és delíriumot él át, amik a beadást követő 24 órában jelentkezhetnek. Ezek a mellékhatások kevésbé jellemzőek a 15 évesnél fiatalabbaknál és a 65 évesnél idősebbeknél intramuszkuláris injekciót alkalmazva. A kellemetlen hallucinációk kialakulása minimalizálható a kezelést követően nyugodt környezet kialakításával, vagy benzodiazepin előkezeléssel. Az utóbbi esetben kisebb dózisú ketamin alkalmazása javasolt. Azoknál a betegeknél, akik súlyos mellékhatásokat élnek át, rövid vagy ultrarövid hatású barbiturát alkalmazására lehet szükség.
A ketamint kapó betegek több mint 10%-ánál grand mal rohamokhoz hasonló mozgásokat figyeltek meg.

### Neurológiai problémák
1989-ben John Olney, a pszichiátria professzora a ketamin hatására kialakuló visszafordíthatatlan változásokról számolt be a patkányok két agyterületén. A patkányok agyi metabolizmusa jelentősen eltér az emberekétől, így a károsodás nem biztos, hogy az embereket is érinti.

### Májproblémák
Esettanulmányok számoltak be három (S)-(+)-ketamint kapó betegről, akik krónikus fájdalomra kapták a gyógyszert. A ketamin-infúziót követően emelkedett májenzimszinteket figyeltek meg náluk. Az enzimszintek a kezelés megszakítása után visszatértek a határérték alatti szintre. Ez azt sugallja, hogy a ketamint kapó páciensek májenzimszintjeit érdemes megfigyelés alatt tartani ketamin alkalmazásakor.

### Kölcsönhatások
Más vérnyomásnövelő gyógyszerek kölcsönhatásba léphetnek a ketaminnal, például: stimulánsok, SNRI antidepresszánsok és MAO-gátlók. A vérnyomás és a pulzus emelkedése, szívdobogásérzés, és aritmiák ezen kombinációk lehetséges mellékhatásai.
A ketamin fokozhatja más nyugtatók hatását, például: alkohol(ok), benzodiazepinek, opioidok és barbiturátok.

## Farmakológia

### Farmakodinamika
A ketamin hatásáért elsősorban az NMDA receptor antagonista mivolta felelős. Mindenesetre a teljes farmakológiája ennél jóval összetettebb. Különböző mértékben több receptorcsoporton is közvetlen hatást fejt ki:
- Nonkompetitív antagonistája az NMDA receptornak[43][44]
- Negatív alloszterikus modulátora az nACh receptornak[43]
- Gyenge agonistája a μ-opioid és κ-opioid receptoroknak (10-, és 20-szorosan kisebb affinitással az NMDA receptorokon kifejtett hatásához képest)[43] és nagyon gyenge agonistája a δ-opioid receptornak[43]
- Agonista a szigma[43][45] és a dopamin D2 receptoron
- Gyenge mACh receptor antagonista[43]
- Szerotonin, dopamin és noradrenalin visszavétel gátló[43]
- Feszültségfüggő nátriumcsatorna és L típusú kalciumcsatorna gátló,[43][46] illetve HCN1 kationcsatorna gátló[47]
- Nitrogén-monoxid szintáz gátló[43][45]

A ketamin gátolja az NMDA receptort mind a nyílt csatorna kötéshelyén, mind az alloszterikus oldalon. Az S(+) és R(-) sztereoizomerek különböző affinitással bírnak (Ki= 3200 és 1100 nM)

#### Központi idegrendszer
Az NMDA receptor antagonizmus felelős a ketamin érzéstelenítő, emlékezetrontó, disszociatív és hallucinogén hatásaiért, bár a κ-opioid receptorok és esetleg a szigma és mACh receptorok is hozzájárulhatnak a pszichotomimetikus hatásához. Valószínűleg a dopamin visszavétel gátlás felelős a ketamin okozta eufóriáért, de a μ-opioid receptorok aktiválását sem lehet kizárni. Az NMDA receptor antagonizmus felelős a gyors antidepresszáns hatásért, ami alacsony dózisoknál jelentkezik.
Az NMDA receptor antagonizmus fájdalomcsillapító hatással jár, mivel megakadályozza a hátsó szarv neuronok központi szenzitizációját. Más szavakkal: a ketamin megzavarja a fájdalominger gerincvelői továbbítását. A ketamin nitrogén-monoxid szintáz gátlása csökkenti a nitrogén-oxid képződését a szervezetben, ami az egyik a fájdalomérzékeléssel összefüggésbe hozható ingerületátvivő anyagok közül, ez ugyancsak hozzájárul a fájdalomcsillapításhoz. A ketamin szigma és μ-opioid receptor aktivitása viszonylag gyenge és a bizonyítékok ellentmondásosak, hogy ezek a ketamin esetében mennyire fontosak a fájdalomcsillapítás elérésében.
A ketamin egy sor további fájdalomérzékelő célponton is kifejt hatást. Blokkolja a feszültségfüggő kalcium-csatornákat és nátrium-csatornákat, ezzel megszüntetve a hiperalgéziát; megváltoztatja a kolinerg neurotranszmissziót, ami összefügg a fájdalomérzet létrejöttével; gátolja a szerotonin és noradrenalin visszavételt, amik a lemenő fájdalomcsillapító útvonalakon játszanak szerepet.

#### Perifériás hatása
A ketamin alkalmazása során az izomtónus változatlan marad vagy fokozódhat, ezért a védőreflexek általában nem érintettek. Mivel a ketamin fokozza a szimpatikus tónust, alkalmazása során emelkedik a vérnyomás és a szívfrekvencia, fokozott koronária áramlás mellett nő a szívizom oxigén igénye. A ketamin pozitív inotrop és antiaritmiás hatású (közvetlen szívhatás). A perifériás érrendszeri rezisztencia az ellentétes hatások következtében nem változik. Ketamin adása után jelentős hiperventiláció (fokozott légzés) figyelhető meg a vérgáz paraméterek lényeges változása nélkül. A ketamin elernyeszti a bronchusizomzatot.
A ketamin befolyásolja a katekolaminerg transzmisszót, ezzel mérhető változásokat okozva a perifériás szervrendszerekben, többek között a szív- és érrendszer, az emésztőrendszer és a légzőrendszer működésében:
- Szív-, és érrendszer: A ketamin gátolja a katekolaminok (dopamin, noradrenalin) visszavételét, ezzel stimulálva a szimpatikus idegrendszert. Ez szív-, és érrendszeri tünetekkel jár.
- Emésztőrendszer: A szerotonin visszavétel gátló hatása lehet felelős az émelygésért és a hányingerért.[2]
- Légzőrendszer: A katekolaminszint emelkedés stimulálja a β2 adrenerg receptorokat, ami bronchodilatációt okoz.

### Farmakokinetika
A ketamin intravénás, intramuszkuláris, szájon és bőrön át történő alkalmazás esetén is felszívódik, mivel egyszerre víz-, és zsíroldékony vegyület. Szájon át alkalmazva first pass metabolizmuson megy keresztül, a májban található CYP3A4, CYP2B6 és CYP2C9 izoenzimek által norketaminná (N-demetiláció által), majd végül dehidronorketaminná alakul. A norketamin a CYP2B6 és CYP2A6 által dehidroketaminná történő alakítása közben átmeneti termék keletkezik, ez az 5-hidroxinorketamin. A dehidronorketamin és utána a norketamin a vizeletből legnagyobb mennyiségben kimutatható ketamin bomlástermékek. A norketamin a ketamin egyik fő metabolitjaként ugyancsak érzéstelenítő hatást vált ki, erőssége egyharmada-egyötöde a ketaminénak és a plazmakoncentrációja háromszor akkora, mint a ketaminé a ketamin szájon át történő alkalmazás után. Szájon át történő alkalmazásnál a biohasznosulás 17-20%; más alkalmazási módokkal: 93% intramuszkulárisan, 25-50% szippantással, 30% szublinguálisan és 30% rektálisan. A csúcs plazma koncentráció elérése intravénás bevitelnél egy perc, intramuszkulárisnál 5-15 perc, szájon át 30 perc. A ketamin hatásának hossza klinikai környezetben: intramuszkulárisan 30 perctől 2 óráig terjedhet, szájon át 4-6 óra.
A ketamin plazmakoncentrációja növelhető diazepám, vagy más CYP3A4 gátlók együttes alkalmazásával.

## Kémia
A ketamin egy királis vegyület. A legtöbb gyógyszertári kiszerelés racém elegy, viszont néhány márka eltérő arányban tartalmazhatja az enantiomereket. Az aktívabb változat, az (S)-ketamin elérhető orvosi használatra Ketanest S márkanéven.

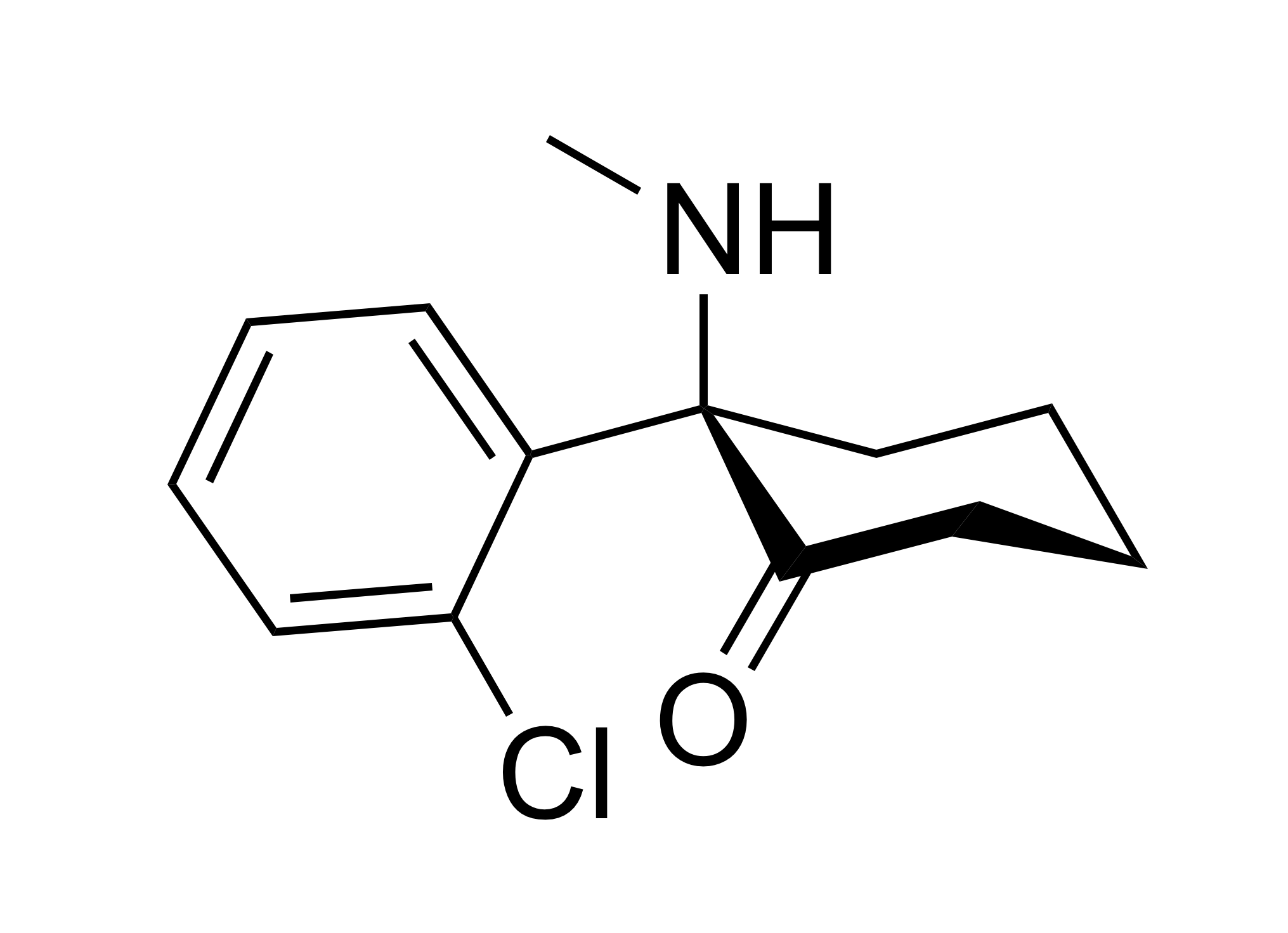
Az (R)-ketamin szerkezeti képlete
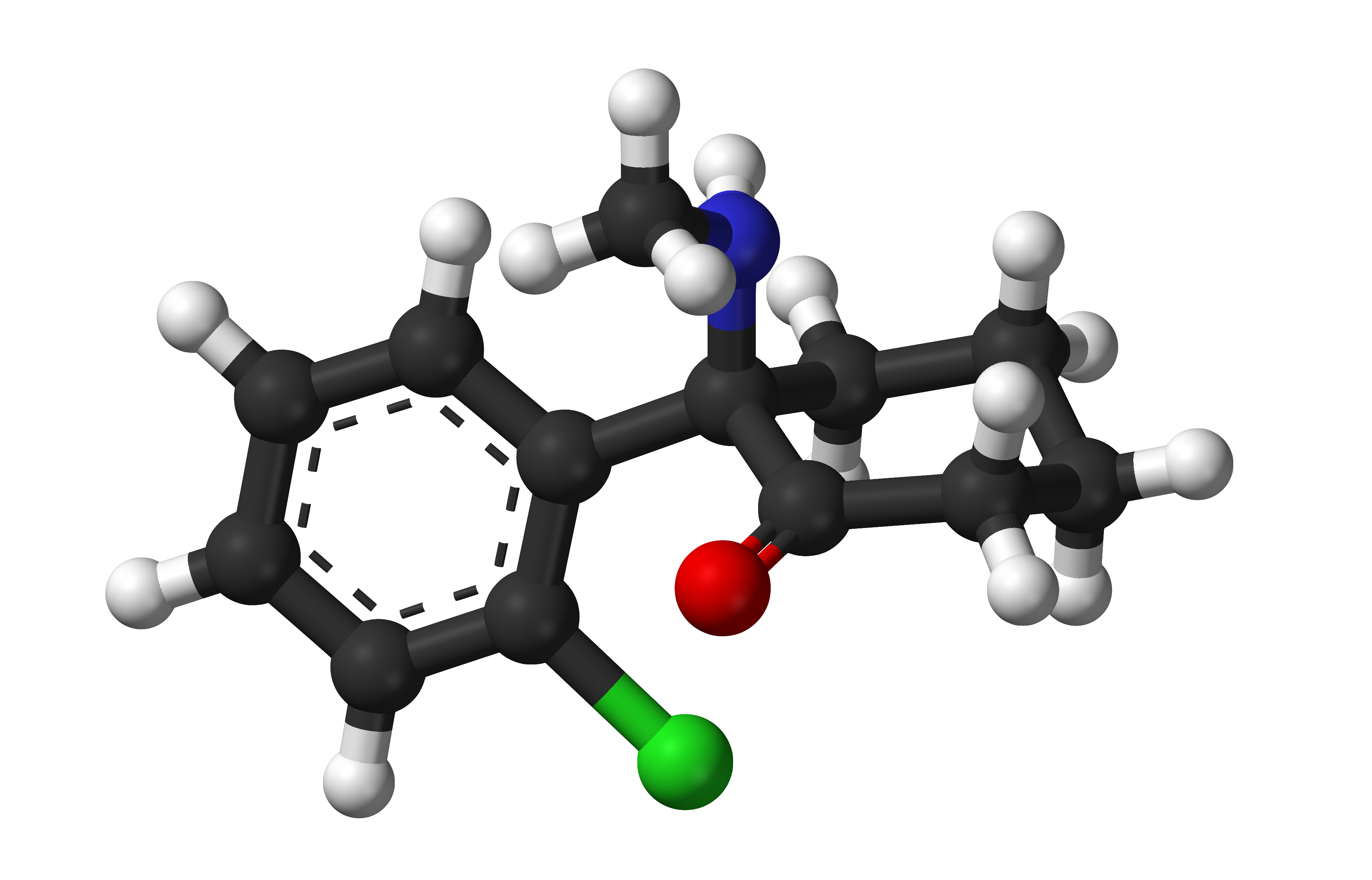
Az (R)-ketamin kalottamodellje
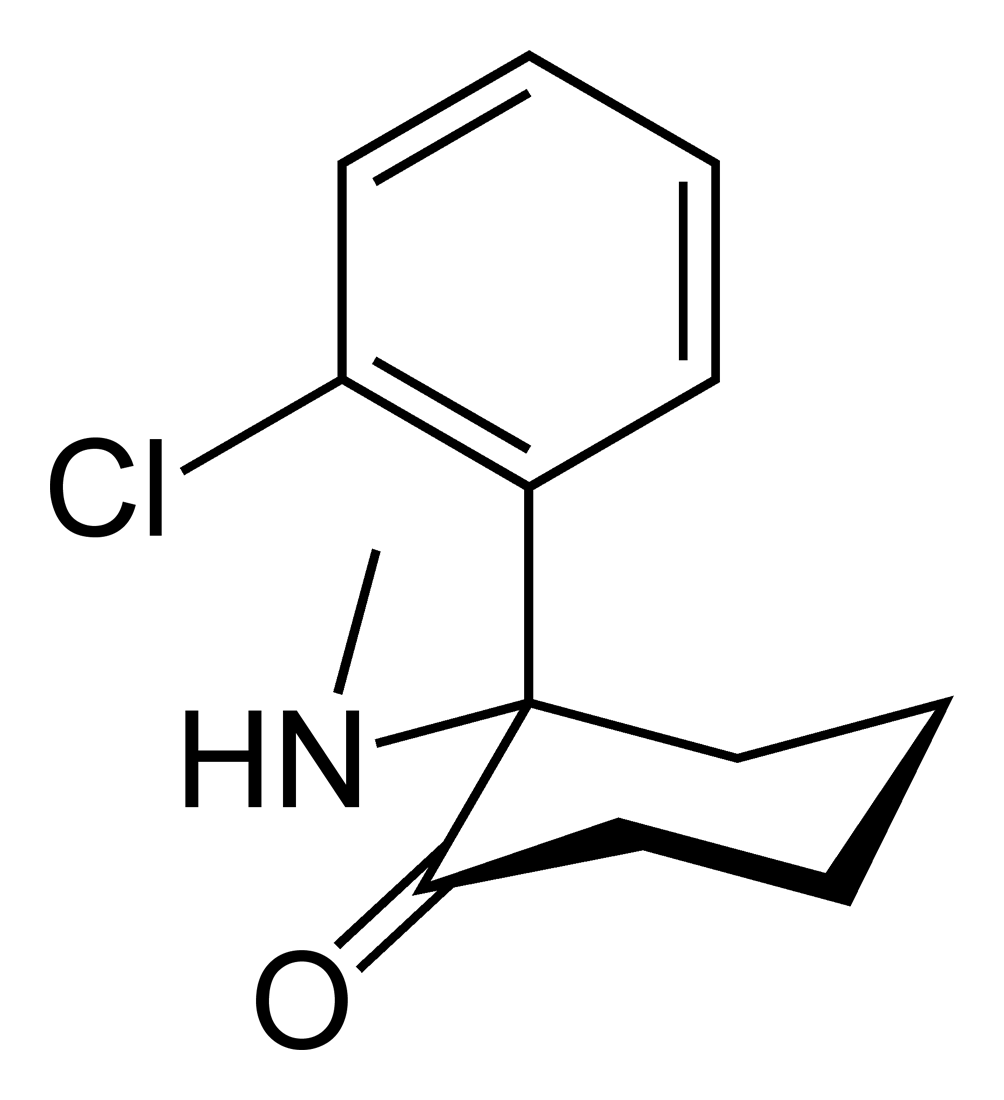
Az (S)-ketamin szerkezeti képlete
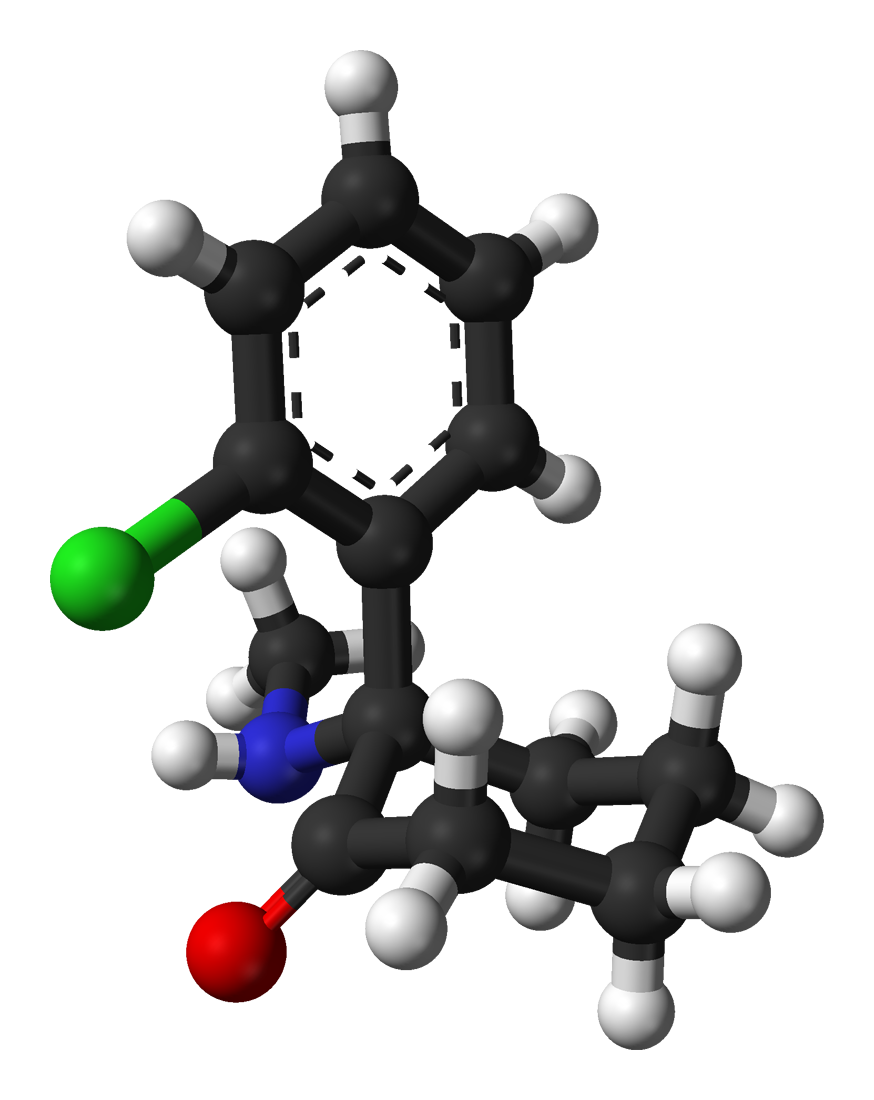
Az (S)-ketamin kalottamodellje

## Történet

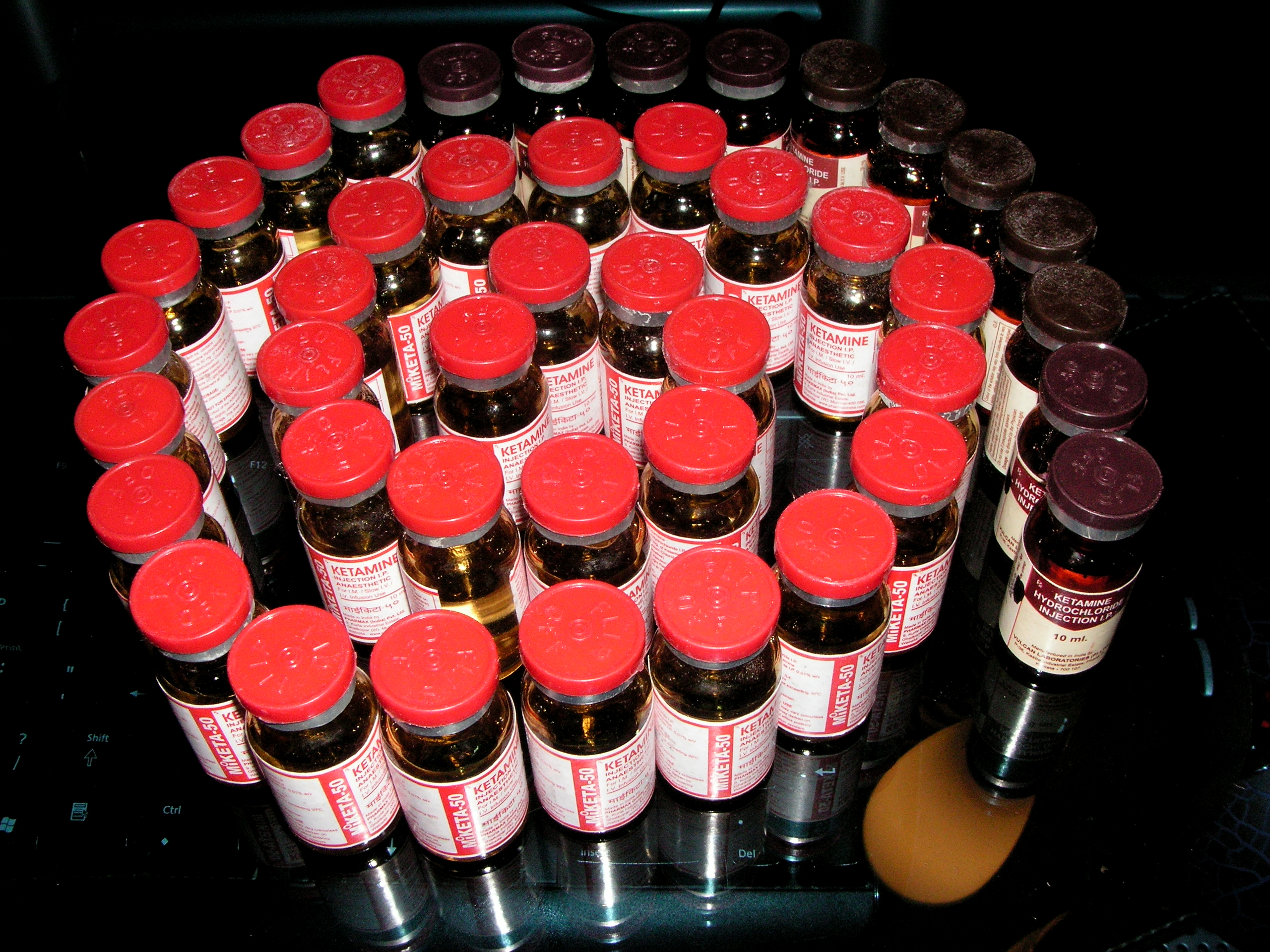
Ketamin ampullák

### Orvosi használat
A ketamint először 1962-ben szintetizálta Calvin Stevens, aki a Parke-Davisnél végzett kutatást az alfa-hidroximinek átrendeződéséről. Ígéretes preklinikai állatkísérletek után a ketamint 1964-ben tesztelték először embereken a michigani állami börtönből önként jelentkezett rabokon. A kutatások megmutatták a ketamin rövid hatását és a fenciklidinhez (PCP) viszonyított enyhébb viselkedésbeli torzulást. Az Amerikai Élelmiszer-, és Gyógyszer Ellenőrző Hatóság (FDA) 1970-es jóváhagyása után a ketamint a vietnámi háborúban használták először érzéstelenítésre amerikai katonákon.

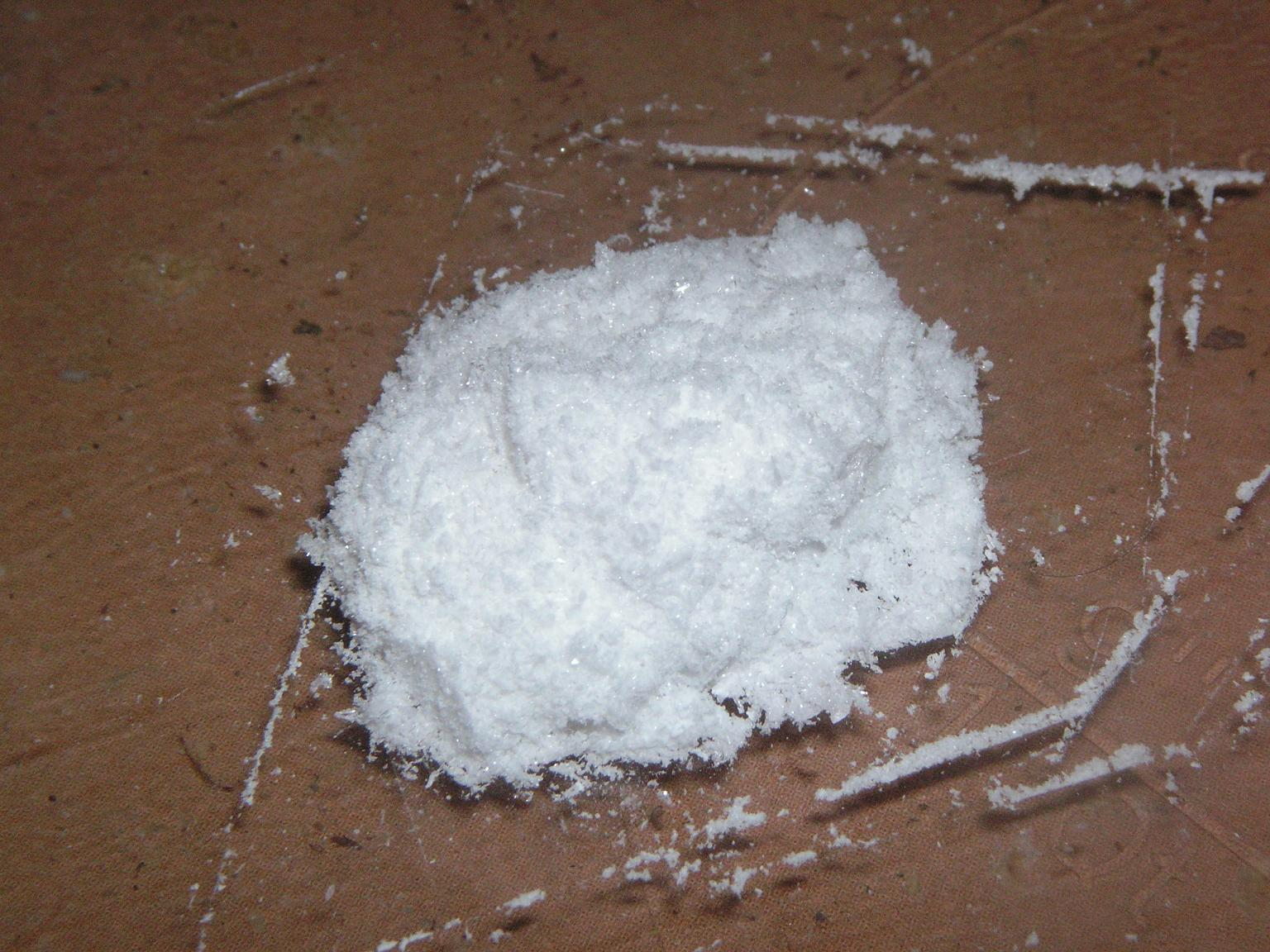
Ketamin por formájában

### Rekreációs használat
A ketamin rekreációs használata az Egyesült Államok nyugati partján kezdődött az 1970-es években. A korai használatot az akkori underground irodalom dokumentálta, mint például a The Fabulous Furry Freak Brothers. Pszichiátriai és tudományos kutatásoknak vetették alá az 1970-es években 1978-ig bezáróan, amikor John C. Lilly kiadta a The Scientist című, Marcia Moore és Howard Alltounian pedig a Journeys into the Bright World című könyvét, amiben beszámoltak a ketamin különös pszichoaktív hatásáról. A ketamin rekreációs használata feltörekvőben volt az országban, főleg rave bulikon. Mindenesetre a hatása különbözik az elterjed partidrogoktól (mint amilyen az MDMA) a magas dózisoknál fellépő disszociatív érzéstelenítő hatása miatt (összemosott beszéd, a testi kontroll elvesztése), továbbá előfordult, hogy „ecstasyként” árultak ketamintablettákat. A ketamin használatát, mint „buliutáni élmény” ugyancsak dokumentálták. A ketamin elterjedése a dance kultúrában leggyorsabban Hongkongban zajlott az 1990-es évek végén. Mielőtt államilag ellenőrzött szerré vált volna az Egyesült Államokban 1999-ben, a ketamin elérhető volt különböző gyógyszertári formulátumokban, vagy nagy mennyiségű tiszta por formájában vegyi anyag ellátó boltokban. A legtöbb rekreációs célra gyártott ketamin Kínából és Indiából származik. A ketamin zavarodottságkeltő és emlékezetrontó hatása miatt a magas dózist fogyasztók erőszak áldozataivá válhatnak.

## Kultúra

### Nemzetközi márkanevek
A ketamin márkaneve országonként különböző:
- Anesject (ID)
- Brevinaze (ZA)
- Calypsol (AE, BB, BG, BH, BM, BS, BZ, CY, CZ, EG, GY, HU, IL, IQ, IR, JM, JO, KW, LB, LY, OM, PK, PL, PR, QA, RU, SA, SR, SY, TH, TT, YE)
- Ivanes (ID)
- Kanox (MY)
- Keiran (VE)
- Ketacor (PH)
- Ketalar (AE, AR, AT, AU, BB, BE, BH, BM, BR, BS, BZ, CH, CY, DK, EG, ES, FI, FR, GB, GR, GY, HK, HN, ID, IE, IL, IN, IQ, IR, IT, JM, JO, KW, LB, LU, LY, MY, NL, NO, OM, PE, PT, QA, SA, SE, SR, SY, TR, TT, TW, US, UY, YE, ZA)
- Ketalin (MX)
- Ketamax (PH)
- Ketamin-S (+) (PY)
- Ketanest (NL, HR, PL, DE, AT,CH)
- Ketashort (CO)
- Ketava (MY)
- Ketazol (PH)
- Ketmin (IN)
- Ketalor (ES)
- Narkamon (DE, PL)
- Paard (BE)
- Soon-Soon (TW)
- Tekam (AE, BH, CY, EG, IL, IQ, IR, JO, KW, LB, LY, OM, QA, SA, SY, YE)
- Velonarcon (PL)

### Popkultúra
A ketamin többször előkerül a Doktor House című amerikai kórházsorozatban. Először a második évad utolsó, „No Reason” című epizódjában említik, ahol Dr. House lábfájdalmára nyújt átmeneti megoldást.

## Kutatás

### Függőség kezelésére
Evgeny Krupitsky biztató eredményekről számolt be a ketamin használatáról alkoholizmus kezelésére pszichedelikumokkal és averzív technikákkal való kombinációban. Krupitsky és Kolp 2007-ben adták ki munkájuk összegzését.

## Fordítás
Ez a szócikk részben vagy egészben  a   Ketamine című angol Wikipédia-szócikk fordításán alapul.  Az eredeti cikk szerkesztőit annak laptörténete sorolja fel. Ez a jelzés csupán a megfogalmazás eredetét és a szerzői jogokat jelzi, nem szolgál a cikkben szereplő információk forrásmegjelöléseként.